# Ancema ctesia
Ancema ctesia là một loài blue butterfly có ở Pakistan và Ấn Độ.

## Hình ảnh

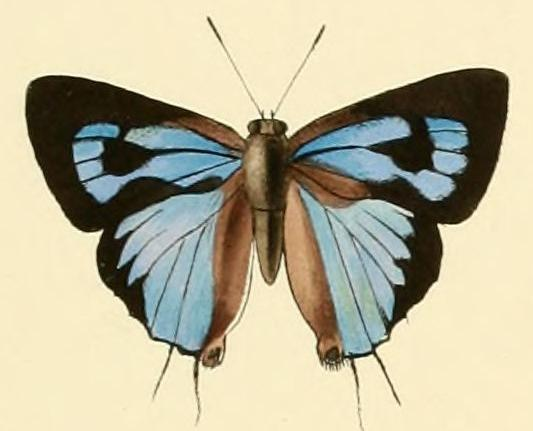
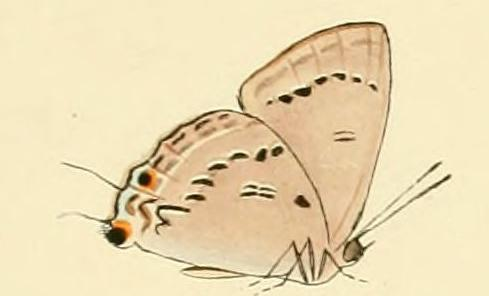
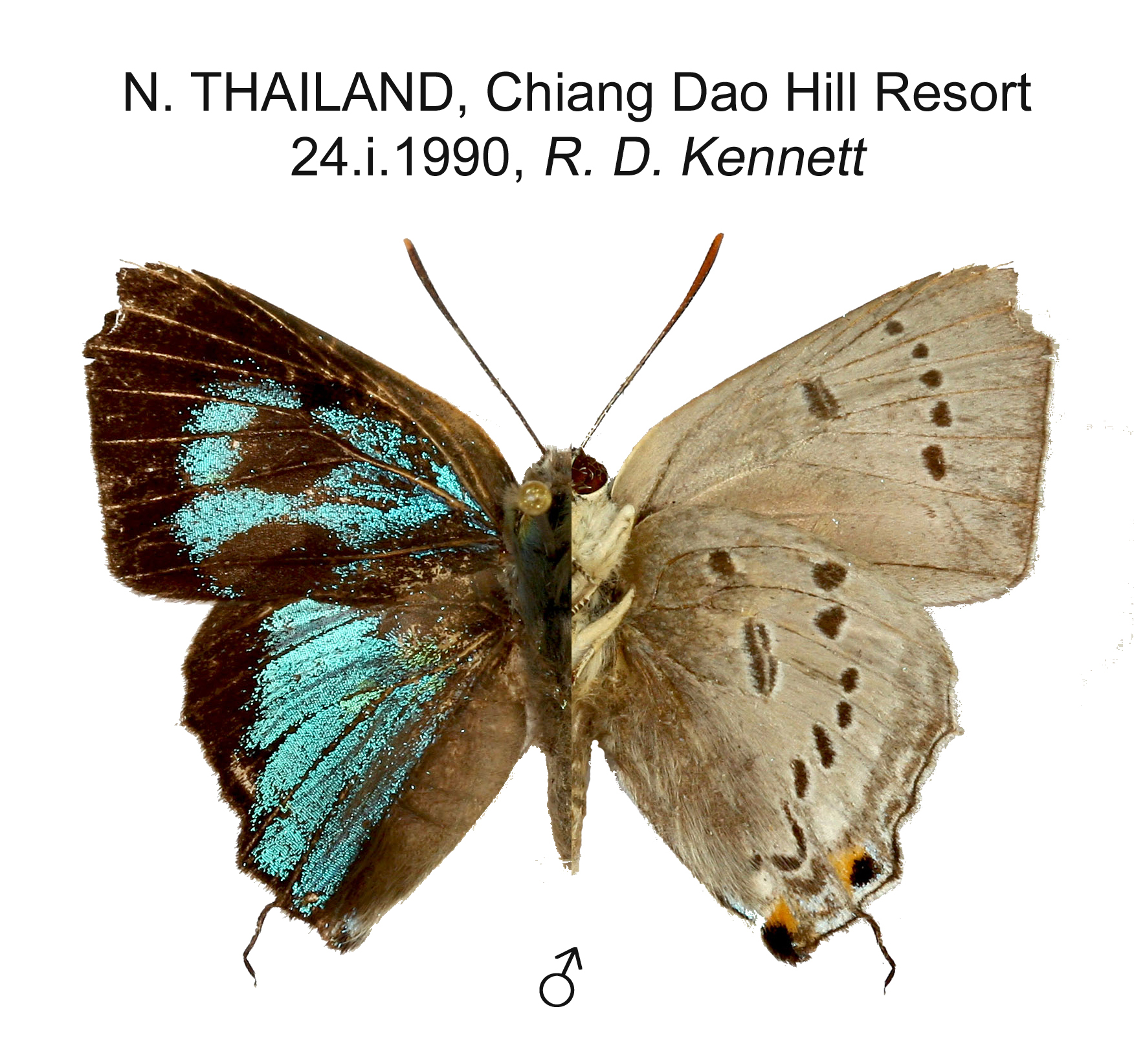
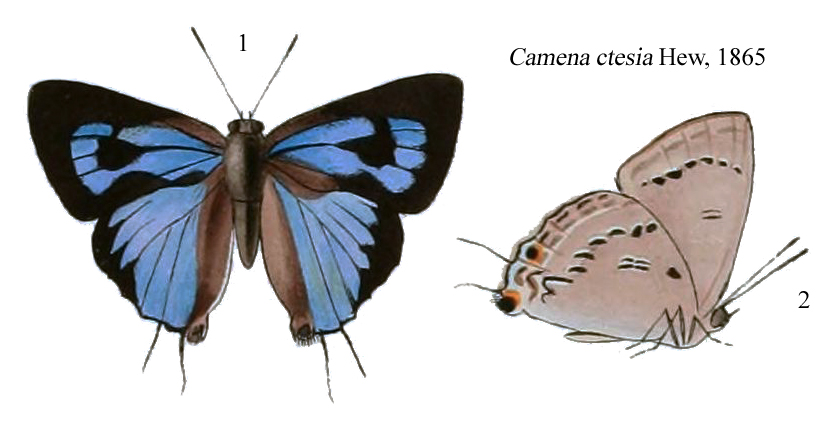